# Acidostoma pectinata
Acidostoma pectinata är en kräftdjursart. Acidostoma pectinata ingår i släktet Acidostoma och familjen Lysianassidae. Inga underarter finns listade i Catalogue of Life.